# The Man Behind 'The Times'
The Man Behind 'The Times' è un film muto del 1917 diretto da Frank Wilson.

## Trama
Un usuraio sposa una ragazza il cui innamorato viene accusato dell'omicidio, compiuto dal maggiordomo, del padre di lei.

## Produzione
Il film fu prodotto dalla Hepworth.

## Distribuzione
Distribuito dalla Harma Photoplays, il film uscì nelle sale cinematografiche britanniche nel febbraio 1917.
Fu distrutto nel 1924 dallo stesso produttore, Cecil M. Hepworth. Fallito, in gravissime difficoltà finanziarie, Hepworth pensò in questo modo di poter almeno recuperare il nitrato d'argento della pellicola.